# Big River (vattendrag i Australien, Victoria, lat -36,97, long 147,58)
Big River är ett vattendrag i Australien. Det ligger i delstaten Victoria, omkring 250 kilometer öster om delstatshuvudstaden Melbourne.
Trakten runt Big River består i huvudsak av gräsmarker. Trakten runt Big River är nära nog obefolkad, med mindre än två invånare per kvadratkilometer. Genomsnittlig årsnederbörd är 1 071 millimeter. Den regnigaste månaden är juni, med i genomsnitt 164 mm nederbörd, och den torraste är juli, med 43 mm nederbörd.